# やればやれるぜ全員集合!!
『やればやれるぜ全員集合!!』（やれるばやれるがぜんいんしゅうごう!!）は、1968年に製作・公開されたザ・ドリフターズの「全員集合シリーズ」及び松竹ドリフ映画第2作。併映は『ハナ肇の一発大冒険!!』。

## ストーリー
東北のとある寒村。村の爪弾き者の碇矢、荒井、仲本、高木、加藤の5人はそれぞれの夢の実現を誓いあって上京する。1年後、銀座で再会した5人はそれぞれ夢を叶えたとうそぶいたが、実は全てでまかせであった。
ひょんなことで互いの実情を知った5人は新規事業立ち上げのために大奮闘したが、手付金をレストラン花園の悪徳社長・北小路（藤村有弘）の支配下にある不動産会社に奪われてしまう。やぶれかぶれの5人は、碇矢と加藤が想いを寄せていたみつ子（松尾嘉代）と強引に結婚式を挙げていた北小路を誘拐し、コンテナに押し込みアフリカへ追放してしまう。しかし座礁した貨物船で発見され帰国した北小路の反撃で、5人は誘拐犯として逮捕されてしまい...

## スタッフ
- 監督：渡邊祐介
- 製作：青木伸樹、脇田茂
- 脚本：森﨑東、渡邊祐介
- 撮影：宮脇博
- 美術：加藤雅俊
- 音楽：宮川泰
- 製作主任：岸田秀男
- 協力：サッポロ一番、ダイヤモンドホテル

## キャスト
- 碇矢長吉：いかりや長介
- 荒井忠太郎：荒井注
- 高木太：高木ブー
- 仲本工助：仲本工事
- 加藤ヒデオ：加藤茶
- 小山みつ子：松尾嘉代
- 立花リカ：木の実ナナ
- 北小路：藤村有弘
- 竹田三郎：平尾昌晃
- 長谷川：犬塚弘
- 関口：安田伸
- 大川：石橋エータロー
- 権藤：田中邦衛
- 藤原：殿山泰司
- とめ：若水ヤエ子
- 司会者：水谷良重
- コック：内田裕也
- 現場主任：左とん平
- 係員：林家珍平
- 三船謙：三船謙
- 記者：高橋圭三、福岡正剛、住吉正博
- 善さん：大屋満
- 警官：鶴賀二郎、古田英明
- 銀行員：谷雅子
- 焼芋屋の客：山﨑浩子、浦野道子
- 式場の少年：高塚徹、百瀬功一

## 主題歌
主題歌「ビバ・ノンノン」
　作詞：なかにし礼 / 曲：宮川泰 / 歌：ザ・ドリフターズ